# バヌアツ準備銀行
バヌアツ準備銀行（バヌアツじゅんびぎんこう、英語：Reserve Bank of Vanuatu, RBV）は、バヌアツの中央銀行。かつてはバヌアツ中央銀行（Central Bank of Vanuatu）といったが、1989年5月にその権限が拡大されるとともに改称された。

## 歴代総裁
中央銀行期はゼネラルマネージャーと称したが、準備銀行への改組時にガバナーに改称された。
- ジョン・A・ハワード（1981年 - 1982年）
- パトリック・ノエル（1983年 - 1984年）
- エドワード・フィリンガム（1985年 - 1987年）
- フランクリン・ケレ - ゼネラルマネージャー（1988年 - 1992年）
- ジャヤント・ヴィラニ（1992年 - 1993年）
- サンプソン・ングウェレ（1993年 - 1998年）
- アンドルー・カウジアマ（1998年 - 2003年）
- オド・テヴィ（2003年 - 2012年）[1]
- シメオン・エイシー（2013年 - ）